# Sion Segre Amar
Sion Segre Amar (Turín, 19 de mayo de 1910 – ibidem, 4 de septiembre de 2003) fue un escritor italiano de origen judío que sobrevivió al holocausto refugiándose en el Mandato británico de Palestina (actual Israel) en 1939.
Estudió en el Liceo classico Massimo d'Azeglio y luego en la facultad de ciencias naturales. Durante el periodo fascista, militó en el partido Giustizia e Libertà y fue encarcelado en Roma.

## Obra
- Amico mio e non della ventura, 1990
- Il logogrifo,1990
- Il mio ghetto, 1996